# Gruta do Zé Grande
Gruta do Zé Grande é uma gruta portuguesa localizada na Serretinha, Freguesia da Feteira, concelho de Angra do Heroísmo e é formada por galeria de tubo de lava localizado em campo de lava com 60 m de extensão por uma altura máxima de 3.8 m. e uma altura também máxima de 2.1 m.